# 禿鷹機器人
禿鷹機器人（英語：Vulture-class starfighter）是星際大戰系列中虚构的一类攻击型机器人星际战斗机，隶属於贸易联盟、独立星系邦联，武器有爆能炮、能量鱼雷发射器、蜂鸣机器人导弹发射器

## 歷史
机器人战机的有效性已经在战略决策层争论了好几代人。虽然机器人战机的机动性可以让最强壮的生物飞行员粉身碎骨，但它们缺少活体飞行员在战斗中所发挥出的智慧与技巧。那卜战役期间，贸易联盟试图通过派遣大量秃鹫机器人来弥补它们的一切不足。这种小型战斗机成群地从战列舰大型机库内起飞，攻击正在保卫那卜的少数那卜N-1星际战机。跟地面上的战斗机器人一样，秃鹫机器人也受贸易联盟的机器人控制舰控制。不飞行时，机器人星际战斗机可以变形成步行模式，使它们能被用于地面巡逻。
随着克隆人战争的爆发和贸易联盟成为独立星系邦联的创始成员之一，他们把禿鷹機器人供应给日益壮大的分离主义舰队。身上绘有邦联蓝白色六边形标志的禿鷹機器人在多条战线，包括决定性的科洛桑战役，骚扰绝地和克隆人飞行员。